# Rana pretiosa
Rana pretiosa is een kikker uit de familie echte kikkers (Ranidae).

## Naamgeving
Er is nog geen Nederlandse naam voor deze soort, de Engelse naam is gevlekte Oregonkikker. De soort werd voor het eerst wetenschappelijk beschreven door Spencer Fullerton Baird en Charles Frédéric Girard in 1853. Oorspronkelijk werd de wetenschappelijke naam Rana temporaria pretiosa gebruikt.

## Uiterlijke kenmerken
De lengte is maximaal 10 centimeter, en mannetjes blijven kleiner. De tekening lijkt wat op die van luipaardkikkers vanwege de groene tot bruine basiskleur en de vlekkentekening op de rug, maar de vlekken zijn zwart tot donkerbruin en kunnen zowel licht- als donkeromrand zijn. Ook zijn de vlekken vrij regelmatig verspreid hoewel onregelmatig van vorm terwijl bij de meeste andere luipaardkikkers de vlekken vaak veel onregelmatiger verdeeld zijn over de rug. Er komen ook exemplaren voor die geen vlekken hebben of zeer veel kleine vlekjes. Op de zijkant van de kop zit een lichtere streep, de buik heeft vage vlekken en is bij deze soort oranje tot rood gekleurd. De ogen staan iets meer naar boven gericht en de achterpoten zijn opvallend kort maar hebben volledige zwemvliezen.

## Verspreiding en habitat
Rana pretiosa komt voor delen van Noord-Amerika en is endemisch in de Verenigde Staten. De kikker komt voor in de staten Washington, Oregon en uiterst noordoostelijk Californië, maar in deze laatste staat is er 15 jaar geleden ooit een juveniel aangetroffen, en het is onwaarschijnlijk dat deze soort daar nog voorkomt. Sinds 2014 wordt het dier in de Verenigde Staten als bedreigd beschouwd.
Rana pretiosa is zeer sterk aan water gebonden en komt er zelden uit; alleen om te zonnen en soms om te jagen, maar er wordt ook wel in het water gegeten. De habitat bestaat uit bossen en weiden met conifeer-achtige begroeiing, van laaglanden tot 1500 meter boven zeeniveau, altijd bij begroeide meren, plassen en andere grotere watermassa's. Bij de minste verstoring springt de kikker in het water, zwemt naar de bodem en verstopt zich soms urenlang.

## Algemeen
De paartijd begint al vroeg in de lente en de eitjes worden in een grote tros gelegd en drijven op het water; ze zijn dus niet geheel ondergedoken. Wat ei-afzetplaats betreft is Rana pretiosa niet erg kieskeurig; als het maar ondiep is en zowel permanente als tijdelijke wateren worden gebruikt. Het voedsel bestaat uit kleine visjes, insecten en andere kleine dieren die ze aankunnen.